# Габіт Мусрепов
Мусрепов Габіт Махмудович (каз. Ғабіт Махмұтұли Мүсірепов; 22 березня 1902 — 31 грудня 1985) — казахський радянський письменник, перекладач, критик і драматург, громадський діяч.
Академік АН Казахської РСР (1958), народний письменник Казахстану (1984), Герой Соціалістичної Праці (1974).
Голова правління Спілки письменників Казахстану (1956—1962 і 1964—1966), секретар СП СРСР (з 1959). Депутат Верховної Ради СРСР 5-го скликання, депутат Верховної Ради Казахської РСР.
Походить з племені Кереїв Середнього жуза.
Навчившись в рідному аулі грамоті, в 1916 році вступив в російське двокласне училище, де провчився один рік, потім вступив в російську школу 2-го ступеня, яку закінчив в 1921 році.
У 1923—1926 роках навчався спочатку на робочому факультеті в Оренбурзі і потім в Омському сільськогосподарському інституті. Багато років працював редактором різних газет і журналів, секретарем і першим секретарем Правління Спілки письменників Казахстану.
Свою літературну діяльність Мусрепов почав в 1925 році. Перша повість «В пучині» (1928) — про події Громадянської війни 1918—1920. З 1928 бере участь в літературно-художньому журналі «Жана-Адебиет».
Письменник не воював на фронті, але перекладав статті та розповіді письменників-фронтовиків для тилу, наприклад, Баубека Булкішева та ін. І сам писав на цю тему.
Твори Мусрепова були переведені на 34 мови світу.